# Hundefrisör

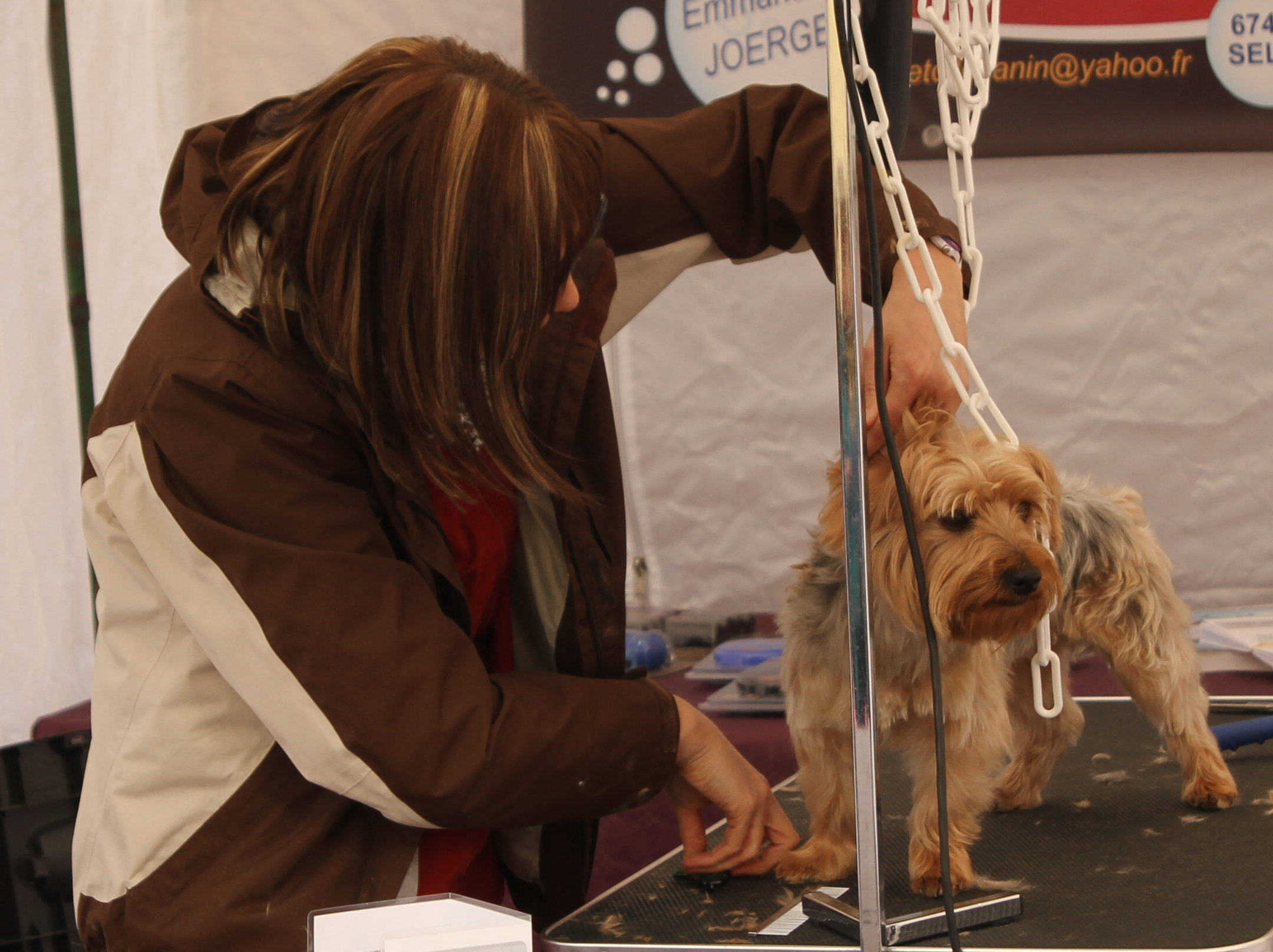
Hundefrisörin bei der Arbeit

Hundefriseure (auch Hundefrisöre) scheren und trimmen das Fell von  Hunden. Auch im deutschsprachigen Raum  wird vermehrt der Begriff Groomer (von englisch to groom: pflegen) verwendet. Heimtierpfleger ist eine weitere Bezeichnung, die auch ein Berufsverband in Deutschland nutzt. Hundefriseure arbeiten überwiegend in Hundesalons. 

## Ausbildung und Berufsbezeichnung
Eine rechtlich geregelte Ausbildung zum Hundefriseur gibt es in Deutschland nicht. Entsprechend sind die verschiedenen Berufsbezeichnungen nicht geschützt.

## Aufgaben
Hundefriseure erfüllen zwei Hauptaufgaben: Zum einen sorgen sie für eine fachgerechte Fell- und Hautpflege. Zum anderen stellen sie durch Trimmen das rassetypische Erscheinungsmerkmal her.